# Alberto Abruzzese
Alberto Abruzzese (* 14. August 1942 in Rom) ist ein italienischer Literatur- und Medienwissenschaftler, der sich auch als Schauspieler und Regisseur einen Namen gemacht hat.

## Leben
Als Wissenschaftler an der Universität La Sapienza in Rom veröffentlichte Abruzzese mehrere Bücher über moderne Massenmedien, u. a. das vielbeachtete Werk Pornograffiti über „Erwachsenen-Comics“. Neben seinem Spezialgebiet arbeitete er auch als Journalist für zahlreiche Zeitungen, für das Fernsehen, das Radio und mit Achille Pisanti an einer Untersuchung zur Serialität.
Abruzzese trat als Schauspieler z. B. in Nanni Morettis Ecce bombo und als Produktionsleiter bei mehreren Fernsehfilmen in Erscheinung. 1986 inszenierte er zusammen mit Achille Pisanti Anemia, seinen einzigen Film, den er nach einem eigenen satirischen Horror-Pulp-Roman inszeniert hat.